# Коцина (Свентокшиське воєводство)
Коцина (пол. Kocina) — село в Польщі, у гміні Опатовець Казімерського повіту Свентокшиського воєводства.
Населення — 435 осіб (2011).
У 1975-1998 роках село належало до Келецького воєводства.

## Демографія
Демографічна структура на день 31 березня 2011 року:
|          | Загалом | Допрацездатний вік | Працездатний вік | Постпрацездатний вік |
| -------- | ------- | ------------------ | ---------------- | -------------------- |
| Чоловіки | 222     | 50                 | 141              | 31                   |
| Жінки    | 213     | 43                 | 118              | 52                   |
| Разом    | 435     | 93                 | 259              | 83                   |